# Alexandre Père et Fils
Alexandre Père et Fils était un ancien facteur français d’harmoniums. La manufacture faisait partie des grands noms de la facture française d’harmoniums, avec Debain ou Mustel.
Cette entreprise innovante, menée par d’habiles commerçants, proposait au public une production très variée et de qualité : de « l’orgue à 100 francs » aux grands instruments monumentaux à plusieurs claviers. Surtout connue pour ses harmoniums, la société Alexandre Père et Fils a aussi fabriqué et commercialisé des accordéons, des piano-orgues, des pianos droits et pianos à queue.

## Histoire

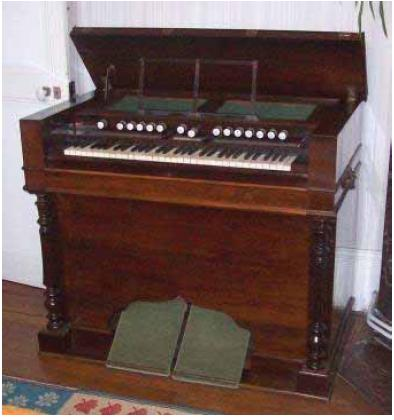
Un harmonium de marque Alexandre.

Fils de Joseph Mayer Alexandre et d'Henriette Aaron, Jacob Alexandre (1804-1876) fonde, en 1829, à Paris une entreprise d’accordéons et d’harmonicas.
En 1843, alors que le brevet de l’harmonium vient à peine d’être déposé par Debain, l’entreprise conçoit et commercialise ses premiers instruments, sous le nom d’« orgues mélodium », la dénomination « Harmonium » étant déposée par Debain. 
Le fils de Jacob Alexandre, Edouard (1824-1888), prend vite une part active dans l’entreprise qui s’appelle dès lors « Alexandre et Fils » puis « Alexandre Père et Fils ». C'est surtout lui qui développe la fabrication des mélodiums grâce à son sens du commerce. Edouard Alexandre sera fait chevalier de la légion d'honneur en 1860.
En 1849, une médaille d’argent est décernée à la société lors de l’Exposition nationale des produits de l'industrie agricole et manufacturière de Paris. Le succès est couronné par l’obtention de la médaille d’honneur lors de l’exposition universelle de 1855. Deux autres médailles d’or seront attribuées à l'entreprise lors des expositions universelles de 1889 et de 1900. C'est Edmond Moïse Sèches (1848-1942), gendre d'Edouard qui drige alors la société.
L’entreprise connaît deux faillites, en 1868 puis en 1877, avant d’être reprise par les frères Fortin en 1907.
C’est en 1955 que la production d’harmoniums prend fin.

## Adresses (siège et fabrique)

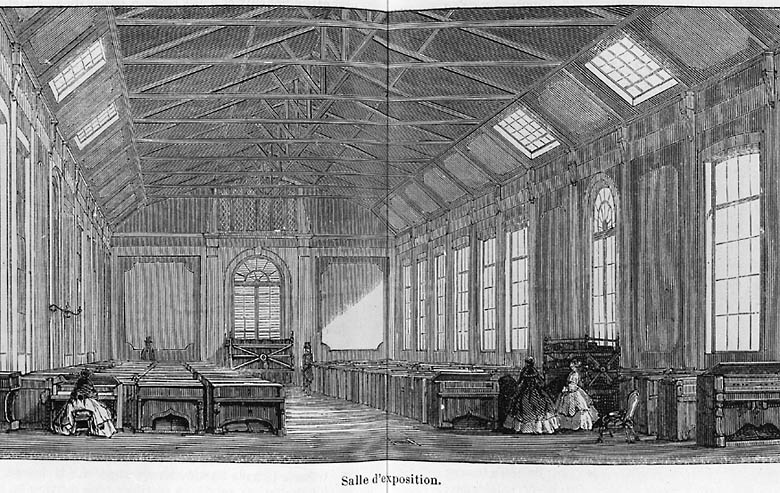
Le salon d'exposition.

Les adresses successives de la maison Alexandre Père et Fils (siège et salon d’exposition) ont été :
- 1829 : 6, rue Transnonain à Paris
- 1840 : 38, rue de Montmorency à Paris
- 1843 : 10, boulevard de Bonne-Nouvelle à Paris
- 1850 : 9, rue Pierre-Levée à Paris (fabrique)
- 1851 : 39, rue Meslay à Paris
- 1860 : rue du Parc à Ivry-sur-Seine (fabrique), aujourd'hui rue Gabriel-Péri
- 1872 : 106, rue de Richelieu à Paris
- 1882 : 51 puis 90, rue Verte[3] à Ivry-sur-Seine (fabrique)
- 1892 : 81, rue La Fayette à Paris
- 1913 : 39, rue Meslay à Paris
- 1914 : dernière mention d'Ivry sur Seine[4] (fabrique)
- 1919 : 21, Chaussée du port à Reims (fabrique)

### L’usine modèle d’Ivry-sur-Seine

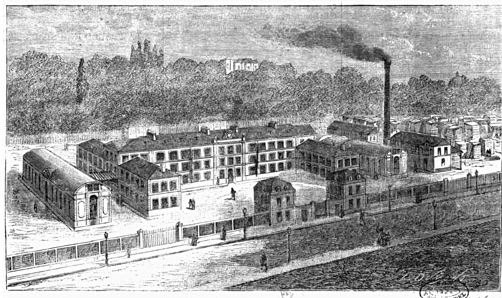
L'usine d'Ivry-sur-Seine, rue du Parc.

En 1850, la fabrication des instruments se fait dans des locaux situés 9, rue Pierre-Levée à Paris. Compte tenu de la croissance de la société, une toute nouvelle usine de 20 000 m² est construite en 1859 à Ivry-sur-Seine, sur les terrains du parc de l’ancien château d’Ivry, racheté par Alexandre.
Cette usine, qui fait la fierté de l’industrie française, est décrite par Julien Turgan (1824-1887) dans son livre Les Grandes Usines de France (1860-1892, 19 vol.). L’usine est rachetée en  1882 par l'appareillage électrique Edison puis en 1897-1898 par la chocolaterie Vinay. Elle est détruite en 1977 pour laisser place à des ensembles d’immeubles. Elle était située le long de la rue du Parc, actuelle rue Gabriel-Péri.

## Bibliographie

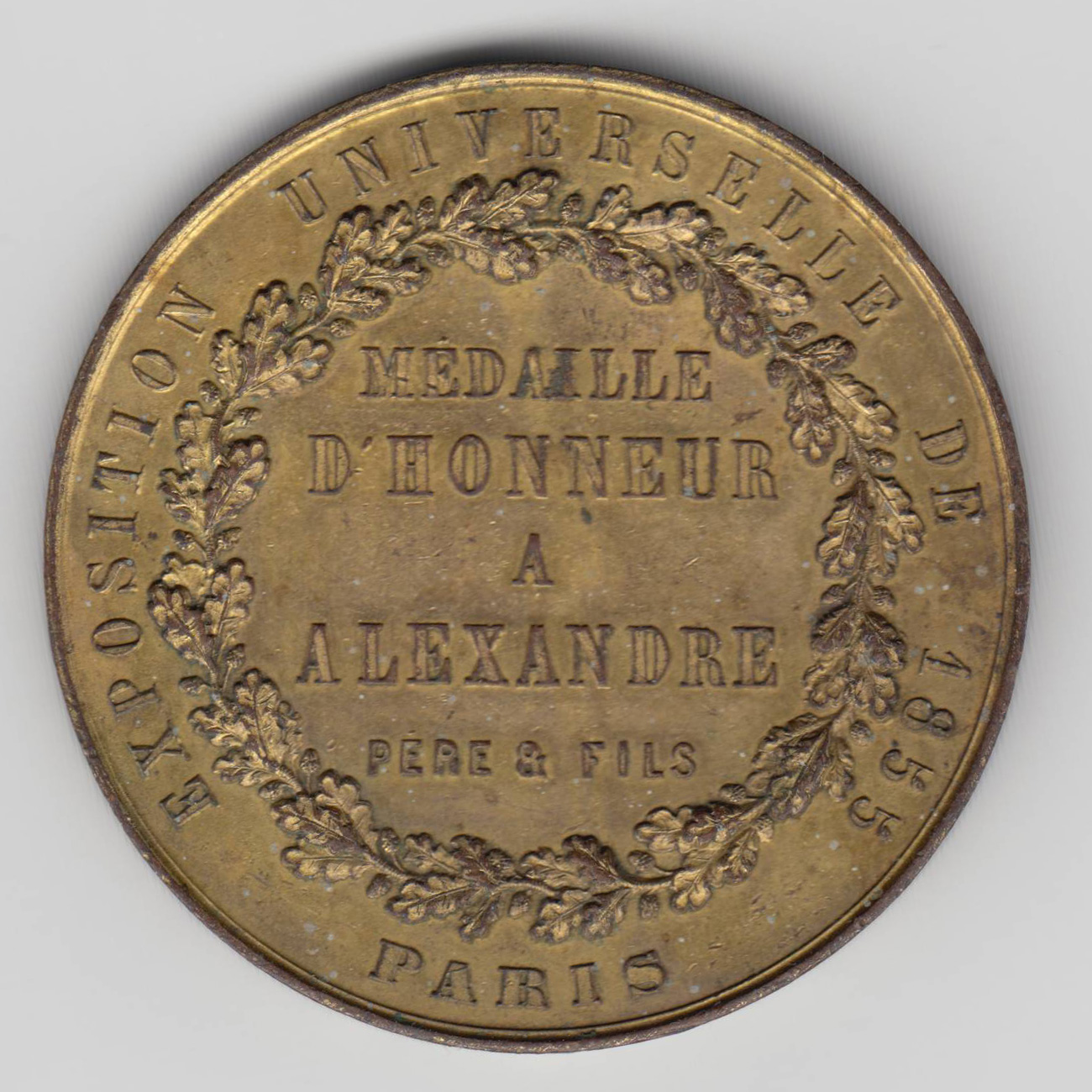
Médaille d’honneur lors de l’exposition universelle de 1855.